# 群馬県道・埼玉県道259号新野岡部停車場線
群馬県道・埼玉県道259号新野岡部停車場線（ぐんまけんどう・さいたまけんどう259ごう にいのおかべていしゃじょうせん）は、群馬県伊勢崎市と埼玉県深谷市の高崎線岡部駅を結ぶ一般県道である。

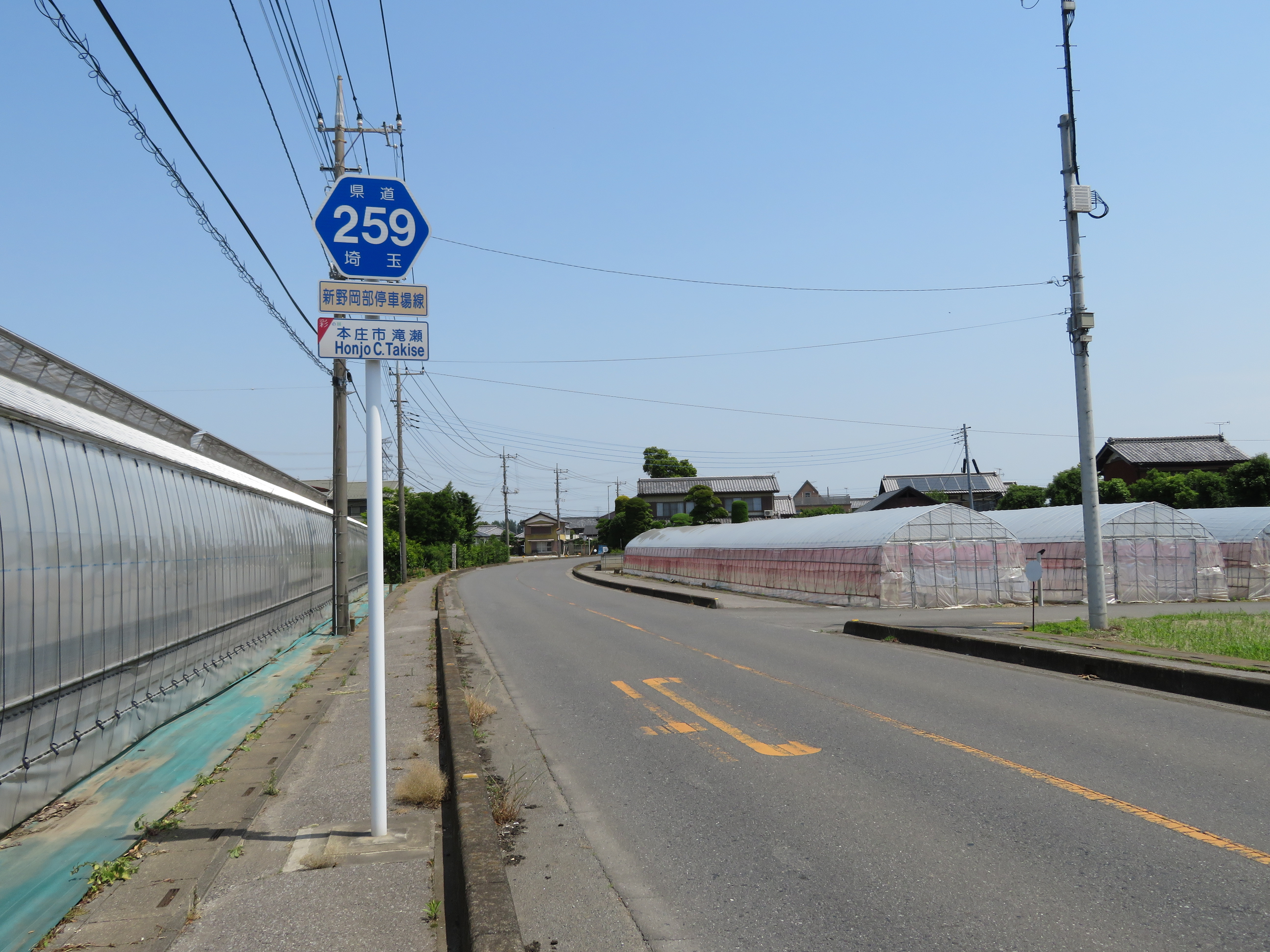
本庄市滝瀬付近

## 概要
国道17号から岡部駅にかけては市街地を通る。

### 路線データ
- 起点：群馬県伊勢崎市境島村（埼玉県道・群馬県道258号中瀬牧西線交点）[注釈 1]
- 終点：岡部停車場[1]

## 歴史

### 年表
- 1960年（昭和35年）9月1日：埼玉県告示第652号により、埼玉県道に認定される[1]。

## 路線状況

### 道路施設
- 砂田橋：小山川に架かる橋[4]

## 地理

### 通過する自治体
- 群馬県
  - 伊勢崎市
- 埼玉県
  - 深谷市
  - 本庄市
  - 深谷市

### 交差・接続する道路
- 埼玉県道・群馬県道258号中瀬牧西線（起点）
- 埼玉県道45号本庄妻沼線（本庄市・滝瀬）
- 国道17号深谷バイパス（深谷市・岡東）
- 国道17号旧道（深谷市・岡部駅入口）
- 埼玉県道353号針ケ谷岡線（深谷市岡）
- 埼玉県道352号児玉町蛭川普済寺線（深谷市・岡部駅北）
- 埼玉県道353号針ケ谷岡線（終点、跨線橋下）

### 周辺
- 道の駅おかべ
- 深谷警察署岡部駅前交番
- JR高崎線 岡部駅